# Gore Verbinski
Gregor Verbinski, detto Gore (Oak Ridge, 16 marzo 1964), è un regista e sceneggiatore statunitense.
Ha raggiunto la fama internazionale nel 2002 con l'horror The Ring. Dal 2003 al 2007 si è dedicato al progetto per cui è principalmente conosciuto, dirigendo i primi tre film della saga di Pirati dei Caraibi, i quali sono tra i film con maggiori incassi nella storia del cinema. Noto per la sua abilità nello spaziare tra diversi generi cinematografici, nel 2012 ha vinto l'Oscar al miglior film d'animazione per il western animato Rango.

## Biografia
Verbinski nasce a Oak Ridge, nel Tennessee, terzo dei cinque figli di Laurette Ann McGovern e Victor Vincent Verbinski, un fisico nucleare di origini polacche impiegato presso l'Oak Ridge National Laboratory.
Nel 1967, i Verbinski si trasferiscono a La Jolla, in California, dove Gregor cresce alternando il surf con l'attività scout. Studia alla Torrey Pines Elementary, alla Muirlands Junior High e si diploma nel 1982 alla La Jolla High School. Durante l'adolescenza si appassiona alla musica e fonda un piccolo gruppo punk rock dal nome The Little Kings, con cui accompagna Stiv Bators nella sua versione di Have Love Will Travel, pubblicata come singolo nell'autunno del 1986 da Bomp! Records ed inclusa nel 1994 nell'album compilation di Bators L.A. L.A.. Successivamente, Verbinski si appassiona alla settima arte e con gli amici inizia a girare alcuni cortometraggi in 8 millimetri.

### Carriera
Nel 1987 si laurea alla UCLA Film School e due anni dopo esordisce dietro la macchina da presa dirigendo video musicali per band come i Vicious Rumors, i Bad Religion e i Monster Magnet. Quando nel 1994 Brett Gurewitz lascia i Bad Religion, Verbinski ne approfitta per tornare alla sua passione originaria e si unisce alla nuova band del cantante losangelino, i Daredevils, come chitarrista. I Daredevils si scioglieranno nel 1996 dopo la pubblicazione del loro unico singolo, Hate You. Parallelamente, Verbinski si dedica a dirigere e creare spot pubblicitari per Nike, Coca-Cola, Canon, Skittles e United Airlines. Tra i suoi spot più noti figura uno per la Budweiser con protagonisti delle rane che gracchiano il nome del brand, che vince quattro Clio Awards ed un premio al festival internazionale della creatività Leoni di Cannes.
Nel 1996 scrive e dirige il cortometraggio The Ritual, ma si fa notare dal grande pubblico l'anno successivo dirigendo la commedia Un topolino sotto sfratto, che incassa oltre 120 milioni di dollari. La grande occasione arriva nel 2000, quando dirige Julia Roberts e Brad Pitt in The Mexican - Amore senza la sicura. Nonostante non sia tecnicamente un flop, il film incassa relativamente poco (specie se comparato allo star power dei due attori protagonisti), e non entusiasma né la critica né il pubblico. Nel 2002 dirige il remake dell'horror nipponico Ringu, intitolato The Ring, con protagonista Naomi Watts. Il film si rivela un grande successo di pubblico, incassando 250 milioni di dollari, ed ottiene anche degli apprezzamenti da parte della critica, che loda particolarmente la suspense creata dalla regia di Verbinski. Il successo del film rilancia la carriera del regista ed inaugura il prolifico trend hollywoodiano dei remake statunitensi di horror giapponesi.
Reduce dal successo di The Ring, nel maggio del 2002 Verbinski si vede affidare da Walt Disney Pictures la regia del colossal La maledizione della prima luna, costato 150 milioni di dollari. Inaspettatamente (era dagli anni cinquanta che i film sui pirati non riscuotevano più successo ed il protagonista Johnny Depp era noto all'epoca principalmente per ruoli in film cult più che come star di film commerciali di quella portata), il film sbanca i botteghini di tutto il mondo e viene accolto in maniera estremamente positiva dalla critica, diventando il primo di una saga di cinque film di successo e consacrando Depp nel ruolo, candidato agli Oscar, del capitan Jack Sparrow.
Nel 2005 si dedica a un prodotto più piccolo ed intimo, di stampo indipendente, dirigendo Nicolas Cage e Michael Caine in The Weather Man - L'uomo delle previsioni, non di gran successo, ma comunque apprezzato da una parte della critica. Nello stesso anno, Verbinski inizia le riprese dei due sequel de La maledizione della prima luna, Pirati dei Caraibi - La maledizione del forziere fantasma e Pirati dei Caraibi - Ai confini del mondo, che vengono girati assieme per un budget complessivo di circa 500 milioni di dollari, all'epoca il più alto di sempre. Nonostante la critica sia meno impressionata che con il predecessore, i due film vengono accolti positivamente dal pubblico e sbancano nuovamente i botteghini internazionali, incassando complessivamente oltre due miliardi di dollari e diventando rispettivamente il 21° e il 35° film con maggiori incassi nella storia del cinema.
Amante dei western, nel 2011 dirige il film d'animazione Rango a partire da un proprio soggetto. Vero e proprio omaggio al genere, il film vale a Verbinski il suo primo premio Oscar, nella categoria miglior film d'animazione. Nel 2013 cerca di bissare il successo di Pirati dei Caraibi dirigendo un altro kolossal Disney con Johnny Depp, The Lone Ranger, basato sull'omonimo personaggio creato nel 1933. Il film, rimasto in development hell per svariati anni, subisce in corso d'opera riscritture e tagli al budget, viene stroncato dalla critica e si rivela essere il primo pesante flop al botteghino per Verbinski: costato attorno ai 215 milioni di dollari, a cui si sommano altri 150-160 milioni stimati per la campagna promozionale, ne incassa appena 260. Per The Lone Ranger, Verbinski viene candidato ad un Razzie Award al peggior regista; successivamente figura come produttore esecutivo de I sogni segreti di Walter Mitty di Ben Stiller.
Nel 2014 Verbinski viene annunciato come regista del film La cura dal benessere, tornando alla regia di un thriller/horror a 12 anni da The Ring. Uscito nel 2016, il film è un flop e viene accolto tiepidamente dalla critica, che loda però le scelte visive del regista.

#### Progetti cancellati
Nel corso dell'E3 2012, Microsoft ha presentato un videogioco intitolato Matter. Il titolo, ideato da Verbinski stesso e presentato come un puzzle game che avrebbe dovuto sfruttare la tecnologia Kinect, viene cancellato nel 2013 da Microsoft. Sempre in ambito videoludico, il nome di Verbinski è stato a lungo collegato all'adattamento cinematografico targato Universal della serie di BioShock, naufragato nel 2013.
Nel 2013, viene confermato come regista dell'adattamento cinematografico della graphic novel Pyongyang. Il film, che vedeva Steve Carell nel ruolo del protagonista, è stato cancellato nel 2014 a seguito dell'attacco hacker ai danni della Sony Pictures Entertainment in occasione dell'uscita del film The Interview, anch'esso ambientato in Corea del Nord.

## Filmografia

### Regista
- Un topolino sotto sfratto (Mouse Hunt) (1997)
- The Mexican - Amore senza la sicura (The Mexican) (2001)
- The Ring (2002)
- La maledizione della prima luna (Pirates of the Caribbean: The Curse of the Black Pearl) (2003)
- The Weather Man - L'uomo delle previsioni (The Weather Man) (2005)
- Pirati dei Caraibi - La maledizione del forziere fantasma (Pirates of the Caribbean: Dead Man's Chest) (2006)
- Pirati dei Caraibi - Ai confini del mondo (Pirates of the Caribbean: At World's End) (2007)
- Rango (2011)
- The Lone Ranger (2013)
- La cura dal benessere (A Cure for Wellness) (2016)

### Produttore
- Rango (2010)
- The Lone Ranger (2013)
- I sogni segreti di Walter Mitty (The Secret Life of Walter Mitty), regia di Ben Stiller (2013) - produttore esecutivo
- La cura dal benessere (A Cure for Wellness) (2016)

### Sceneggiatore
- Rango (2010) - soggetto
- La cura dal benessere (A Cure for Wellness) (2016) - soggetto

## Videografia
- NOFX – S&M Airlines (1989)
- Vicious Rumors - Don't Wait for Me (1990)
- Vicious Rumors – Children (1991)
- 24-7 Spyz – Stuntman (1992)
- Bad Religion – Atomic Garden (1992)
- Bad Religion – American Jesus (1993)
- Bad Religion – 21st Century (Digital Boy) (1994)
- Bad Religion – Stranger than Fiction (1994)
- Monster Magnet – Negasonic Teenage Warhead (1995)
- The Crystal Method – Born Too Slow (2004)

## Discografia
- 1986 – "Have Love Will Travel" (con Stiv Bators; Bomp! Records n. 45-12136)
- 1996 – "Hate You" (Epitaph Records)

## Riconoscimenti
- Premio Oscar
  - 2012 – Miglior film d'animazione per Rango

- Golden Globe
  - 2012 – Candidatura per miglior film d'animazione per Rango

- Premio BAFTA
  - 2012 – Miglior film d'animazione per Rango

- Annie Awards
  - 2011 – Candidatura per la miglior regia in un film d'animazione per Rango
  - 2011 – Miglior sceneggiatura in un film d'animazione per Rango

- Premio Amanda
  - 2004 - Premio Amanda al "miglior film straniero" per La maledizione della prima luna

- National Board of Review Awards
  - 2012 - National Board of Review Award al miglior film d'animazione per Rango